# Simeon Potter
Simeon Potter (Londra, 1898 – Londra, agosto 1976) è stato un linguista britannico.

## Biografia
Cresciuto a Neasden, dopo aver frequentato la Kilburn Grammar School prestò servizio con la Royal Navy durante la prima guerra mondiale. Dopo la guerra studiò alla University of London e al St John's College di Oxford.
Dal 1921 al 1924 insegnò inglese nella Harrow High School, nel borgo londinese di Harrow. Pubblicò diversi articoli linguistici e storici sulla rivista della scuola, The Gaytonian. Nel 1925 diventò docente di inglese all'università di Brno. Mentre era in Cecoslovacchia scrisse un articolo per The Gaytonian sulla località di Slavkov, dove venne combattuta la battaglia di Austerlitz.
Dal 1945 al 1965 fu professore di inglese e filologia all'Università di Liverpool. La biblioteca di lingue dell'università venne fondata nel 1952 dall'etimologo e lessicografo Eric Partridge, del quale Potter fu assistente e coeditore di libri sulla storia della lingua inglese.
Morì all'età di 78 anni nell'agosto 1976.

## Pubblicazioni
Alcuni libri di Simeon Potter:
- Old Kingsbury Church, Oxford, 1920
- The Story of Willesden, 1926
- The Language of Sport, 1926
- Everyday English for Foreign Students, 1937
- Our Language, Pelican Books, 1950 (2ª ed. 1957; 3ª ed. 1969)
- Language in the Modern World, Pelikan Books, 1957
- Modern Linguistics, 1957
- Changing English, ed. Deutsch, London 1969